# Bitwa pod Artach
Bitwa pod Artach – bitwa została stoczona niedaleko miejscowości Artach w 1105 roku pomiędzy siłami krzyżowców oraz Turków seldżuckich. Wojska tureckie prowadził Ridwan z Aleppa, zaś krzyżowców Tankred, książę Galilei, regent Księstwa Antiochii. Starcie zakończyło się klęską muzułmanów.
Wiosną 1105 roku Tankred wyruszył ze swoją armią celem odzyskania z rąk tureckich twierdzy Artach, utraconej rok wcześniej na skutek przegranej przez Antiocheńczyków bitwy pod Harran. Ridwan, szykujący się wówczas do wsparcia toczącego walki z krzyżowcami emiratu Banu Ammar, na wieść o zbliżaniu się wojsk nieprzyjaciela postanowił bronić miasta. Do spotkania obydwu armii doszło 26 kwietnia w wiosce Tizin na równinie niedaleko Artach. W obliczu przeważającego liczebnie wroga Tankred rozpoczął układy pokojowe, Turcy jednak za namową dowódcy konnicy, imieniem Sabawa, zdecydowali się ostatecznie uderzyć na Franków. Skalisty teren uniemożliwił jeźdźcom tureckim przeprowadzenie pełnej szarży. Po odparciu natarcia krzyżowcy rzucili się na Turków, zadając im klęskę nim ci zdążyli się przegrupować. Po rzezi tureckiej piechoty Ridwan wraz ze swoją strażą przyboczną oraz większością jazdy wycofał się w stronę Aleppa.
Po bitwie załoga Artach poddała się Tankredowi, zaś Ridwan zgodził się na podpisanie pokoju oddającego pod władanie Franków ziemie położone w dolinie Orontesu.